# Република Македонија на Зимским олимпијским играма 2010.
Република Македонија на Зимским олимпијским играма учествује четврти пут. На Олимпијским играма 2010., у Ванкуверу, Британска Колумбија у Канади учествовала је са 3 учесника (2 мушкараца и 1 жена), који ће се такмичити у два спорта.
Македонски олимпијски тим је остао у групи екипа које нису освојиле ниједну медаљу.
Заставу Републике Македоније на свечаном отварању Олимпијских игара 2010. носио је алпски скијаш Антонио Ристевски.

## Алпско скијање

### Мушкарци
| Антонио Ристевски | Слалом     | Није завршио | Није завршио | Није завршио    |               |
| Антонио Ристевски | Велеслалом | 1:24,29 (55) | 1:27,61 (53) | 2:51,90 (14,07) | 53 / 81 (103) |

## Скијашко трчање

### Жене
| Име             | Дисциплина     | Резултат | Резултат  | Резултат            |
| Име             | Дисциплина     | Време    | Заостатак | Пласман/ учес.(ук.) |
| --------------- | -------------- | -------- | --------- | ------------------- |
| Росана Кировска | 10 км слободно | 34:45,8  | 9:47,4    | 77 / 78 (78)        |

### Мушкарци
| Име               | Дисциплина     | Резултат | Резултат  | Резултат            |
| Име               | Дисциплина     | Време    | Заостатак | Пласман/ учес.(ук.) |
| ----------------- | -------------- | -------- | --------- | ------------------- |
| Дарко Дамјановски | 15 км слободно | 41:48,2  | 8:11,9    | 85 /95 (96)         |